# Brucellose
Die Brucellose, benannt nach David Bruce (1855–1931), dem Entdecker des Maltafiebers, ist eine Infektionskrankheit, die durch die gramnegativen, aeroben Stäbchenbakterien der Gattung Brucella (genannt auch Bang-Bakterien) verursacht wird. Die unter anderem durch ein wellenförmig verlaufendes (undulierendes) Fieber (Febris undulans, wellenförmige Fieberschübe) gekennzeichnete Brucellose tritt sowohl bei Tieren als auch bei Menschen auf.
Je nach verursachender Brucellenspezies werden bzw. wurden Brucellosen bezeichnet als
- Mittelmeerfieber, Maltafieber, Krimfieber, Zypern-Fieber, Gibraltarfieber, Ziegenfieber, Italienisches Fieber, Neapolitanisches Fieber oder Febris undulans melitensis,[1] verursacht durch Brucella melitensis
(hauptsächlich bei Ziegen, Kamelen und Schafen auftretend)
- Morbus Bang, Bang-Krankheit, Bangsche Krankheit oder auch Abortus Bang[2] (nach Bernhard Laurits Frederik Bang), verursacht durch Brucella abortus
(hauptsächlich bei Rindern auftretend)[3]
- Schweinebrucellose, verursacht durch Brucella suis, und Hundebrucellose, verursacht durch Brucella canis
(beim Menschen nur in Einzelfällen auftretend)[4][5]

## Brucellen
Die Erreger der Brucellose sind Bakterien der Gattung Brucella. Brucellen sind gramnegative, sehr kleine, kokkoide, pleomorphe Aerobier.
Klassifikation

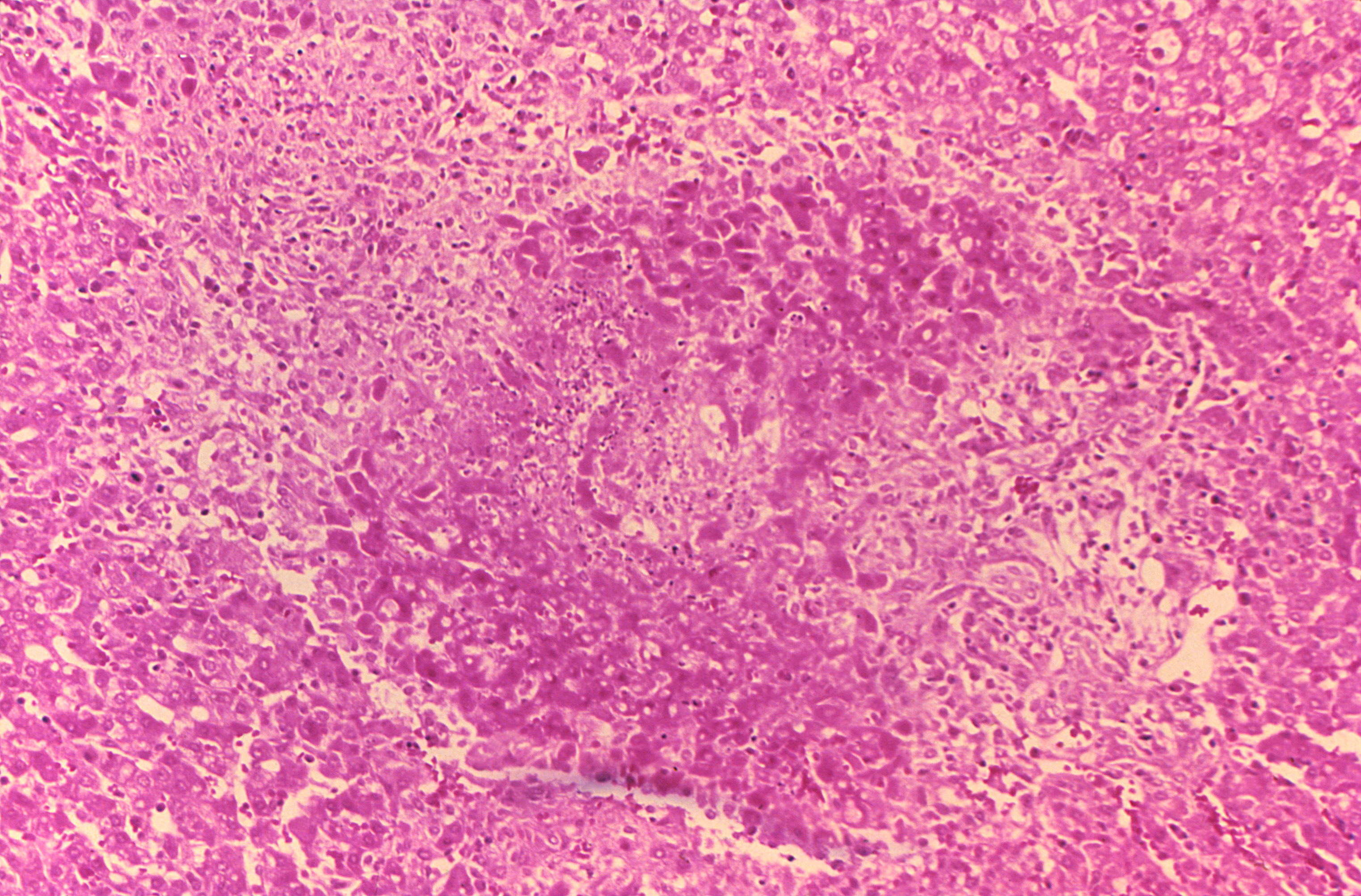
Brucella-Granulom in der Leber eines Meerschweinchens

Von allen Arten der Brucellen sind vier von humanpathogener Bedeutung, die weltweit vorkommen:
- Brucella abortus verursacht die Rinderbrucellose, auch Morbus Bang genannt
- Brucella canis verursacht die Hundebrucellose
- Brucella melitensis verursacht die Schaf- und Ziegenbrucellose und beim Menschen das Maltafieber (auch Mittelmeerfieber)
- Brucella suis verursacht die Schweinebrucellose, Rentierbrucellose (biovar 4) und die Hasenbrucellose

Nicht humanpathogene Arten:
- Brucella ovis verursacht Nebenhodenentzündungen bei Schafböcken

Arten unbekannter Pathogenität:
- Brucella ceti wurde bei Walen nachgewiesen
- Brucella neotomae wurde bei einer Rattenart im Westen der USA nachgewiesen
- Brucella microti wurde bei einer Mäuseart (Microtus arvalis) nachgewiesen
- Brucella pinnipedialis wurde bei Robben nachgewiesen
- Brucella inopinata wurde nie in Tieren und bisher nur bei einem Menschen nachgewiesen
- Brucella papionis wurde bei Pavianen nachgewiesen
- Brucella vulpis wurde bei einem Rotfuchs (Vulpes vulpes) nachgewiesen

## Übertragung und Pathogenese
Die Brucellose gehört zu den Anthropozoonosen. Überträger auf den Menschen sind infizierte Tiere, die mit dem Menschen in nahen Kontakt kommen (Rinder, Ziegen, Schafe, Schweine, Pferde und selten auch Hunde). Im Nahen Osten im Bereich zwischen Iran, Somalia und Tunesien weisen 2–15 % aller Kamele Antikörper gegen Brucellose auf (Brucella melitensis, meist Serovar 2 und 3), was auf eine durchgemachte oder noch aktuelle Infektion hinweist. Unpasteurisierte Kamelmilch ist wiederholt als Übertragungsmechanismus beschrieben worden.
Brucella ist in unpasteurisierter Milch und daraus hergestelltem Käse über mehrere Wochen überlebensfähig, aus dieser Überlebensfähigkeit ergibt sich der Hauptinfektionsweg. Für Landwirte und Tierärzte können infizierte Tiere (Kot, Urin) Ansteckungsquelle sein. Bei Erkennung einer Infektion besteht umgehend Anzeigepflicht nach dem IfSG.
Eine Mensch-zu-Mensch-Übertragung ist sehr selten, kann aber beim Stillen erfolgen. Nur in Einzelfällen erfolgte die Übertragung durch Geschlechtsverkehr oder Bluttransfusionen.
Beim Eintritt des Erregers über die Schleimhäute (z. B. oberer Verdauungstrakt oder Respirationstrakt) kommt es zu einer uncharakterisierten und unspezifischen Entzündungsreaktion. Nach der Phagozytose des Erregers durch Granulozyten, in denen sie überleben können, werden sie durch die Granulozyten in die lokalen Lymphknoten transportiert. Von dort kann sich Brucella über das Blut (hämatogen) weiterverbreiten und im Organismus streuen. In befallenem Gewebe versucht der infizierte Organismus durch die Bildung von typischen, nichtverkäsenden Granulomen die Erreger zu isolieren und die weitere Infektion zu begrenzen.

## Klinischer Verlauf, Diagnostik und Symptome
Bis zu 90 % der Infektionen verlaufen subklinisch und mit nur wenig gestörtem Allgemeinbefinden. Die Infektion lässt sich durch eine direkte Erreger-Anzucht z. B. in der Blutkultur nachweisen, auch Brucella-spezifische Antikörper können ein Hinweis auf eine akute Infektion sein (jedoch auch eine vormals durchgemachte Infektion anzeigen). Der direkte Erregernachweis auf Kulturplatten wird aber oft erst spät positiv, so dass oftmals eine Bebrütung von mehr als den üblichen fünf Tagen notwendig ist. Je nach Lokalisation des Infektionsprozesses werden dazu Blut, Liquor, Knochenmark, Urin oder Gewebeproben entnommen. Meist müssen wiederholt Kulturen angelegt werden.
Die Inkubationszeit beträgt zwischen zwei und drei Wochen bei akuten Verläufen, bis mehrere Monate bei latenten Erkrankungen.
Das Hauptsymptom ist Fieber, oft mit Nachtschweiß, Schüttelfrost und Übelkeit. Das Fieber hält bei akuten Verläufen eine bis drei Wochen an, ist aber von fieberfreien Intervallen unterbrochen. Dies hat zur Bezeichnung Febris undulans („wellenförmiges Fieber“) geführt. Bei chronischen Erkrankungen kann das Fieber auch über Monate anhalten. Bei einem Drittel aller Patienten finden sich eine Leber- und Milzschwellung.
Als fokale Organmanifestationen finden sich am häufigsten Knochen- und Gelenkinfektionen. Bei Kindern ist das Iliosakralgelenk am häufigsten betroffen, bei Erwachsenen finden sich eher bakterielle Entzündungen der Bandscheiben (Spondylodiszitis), wobei in 60 % die Lendenwirbelsäule betroffen ist und meist die Wirbel LWK 4 und LWK 5 beteiligt sind. Im Röntgenbild zeigen sich Veränderungen oft erst nach zwei bis acht Wochen, wobei es vor allem zu Erosionen der Deck- und Grundplatte der benachbarten Wirbelkörper im vorderen Bereich kommt. Die Infektion ist meist langsam fortschreitend mit lokalen akuten Schmerzen, in 43 % finden sich neurologische Auffälligkeiten und in 7 % kommt es zu Wirbeldeformierungen. Durch den langsamen Verlauf bilden sich um den Infektionsherd herum Verknöcherungen (periläsionale Spondylophyten).
Weitere Organmanifestationen sind in 10 % urogenitale Entzündungen, z. B. eine Hodenentzündung. In weniger als 2 % entsteht eine Herzklappenentzündung. Sehr selten sind eine Hirnhautentzündung oder eine Lungenentzündung. Die lokalen Entzündungen sind in der Regel granulomatös und können denen bei einer Tuberkulose ähneln.
Viele akute Krankheitsverläufe heilen spontan ab, lediglich 5 % der Patienten erleiden einen Rückfall. Diese Rückfälle können bis zu zwei Jahre nach der Ersterkrankung auftreten. Daneben gibt es aber auch langwierige chronische Entzündungen mit oft unspezifischen Symptomen, auch psychischen Veränderungen wie Affektlabilität, Depression oder Schlaflosigkeit.

## Therapie
Goldstandard bildet die antibiotische Therapie mit Doxycyclin für 6 Wochen und Streptomycin für 2–3 Wochen, und bei chronischen Verläufen für bis zu sechs Monate. Eine Alternative ist die Kombination von Doxycyclin mit Rifampicin. Bei Schwangeren und Kindern kann eine Behandlung mit Cotrimoxazol und Rifampicin durchgeführt werden. Jedoch ist auch nach durchgeführter antibiotischer Therapie noch ein Rezidiv oder eine Organmanifestation möglich. Gemäß Abele-Horn besteht die Erstlinientherapie aus Gabe von Doxycyclin und Rifampicin (alternativ Streptomycin oder Gentamicin), die Zweitlinientherapie aus Cotrimoxazol und Doxycyclin (alternativ Rifampicin oder Streptomycin), die Therapie schwerer Infektion aus der Gabe von Doxycyclin, Rifampicin und Streptomycin (alternativ Gentamicin oder Cotrimoxazol) und eine Langzeittherapie könne mit Doxycyclin und Ciprofloxacin erfolgen.

## Impfung
Es gibt zwei Lebendimpfstoffe für die Verwendung in der Veterinärmedizin – da Deutschland aber als brucellosefrei gilt (allerdings im Jahr 2016 36 Fälle bei Menschen, 2017 41 Erkrankungen, 2018 37 Fälle, 2019 35 Erkrankungen, 2020 19 Infektionen, 2021 13 Fälle, 2022 35 Erkrankungen, 2023 36 und 2024 27 Nachweise), werden sie dort nicht angewendet.

## Meldepflicht
In Deutschland ist der direkte oder indirekte Nachweis von Brucella sp. namentlich meldepflichtig nach § 7 des Infektionsschutzgesetzes (IfSG), soweit der Nachweis auf eine akute Infektion hinweist. Die Meldepflicht besteht in erster Linie für Labore (§ 8 IfSG). Nach dem Recht Sachsens besteht zudem eine namentliche Meldepflicht bezüglich Erkrankung und Tod an Brucellose. Diese zweite Meldepflicht verhält sich wie eine Pflicht nach § 6 IfSG, wendet sich also an Ärzte.
In Österreich ist die Bang’sch[e] Krankheit eine anzeigepflichtige Krankheit gemäß § 1 Abs. 1 Epidemiegesetz 1950. Die Anzeigepflicht bezieht sich auf Erkrankungs- und Todesfälle. Zur Anzeige verpflichtet sind unter anderen Ärzte und Labore (§ 3 Epidemiegesetz 1950).
In der Schweiz besteht Meldepflicht für Brucellose in Bezug auf einen positiven laboranalytischen Befund durch die Ärztinnen und Ärzte, Spitäler und andere öffentliche und private Institutionen des Gesundheitswesens. Zudem bei positiven Befund für die Erreger Brucella spp. durch das Laboratorium. Dies ergibt sich aus dem Epidemiengesetz (EpG) in Verbindung mit der Epidemienverordnung und Anhang 1 bzw. Anhang 3 der Verordnung des EDI über die Meldung von Beobachtungen übertragbarer Krankheiten des Menschen.

## Geschichte

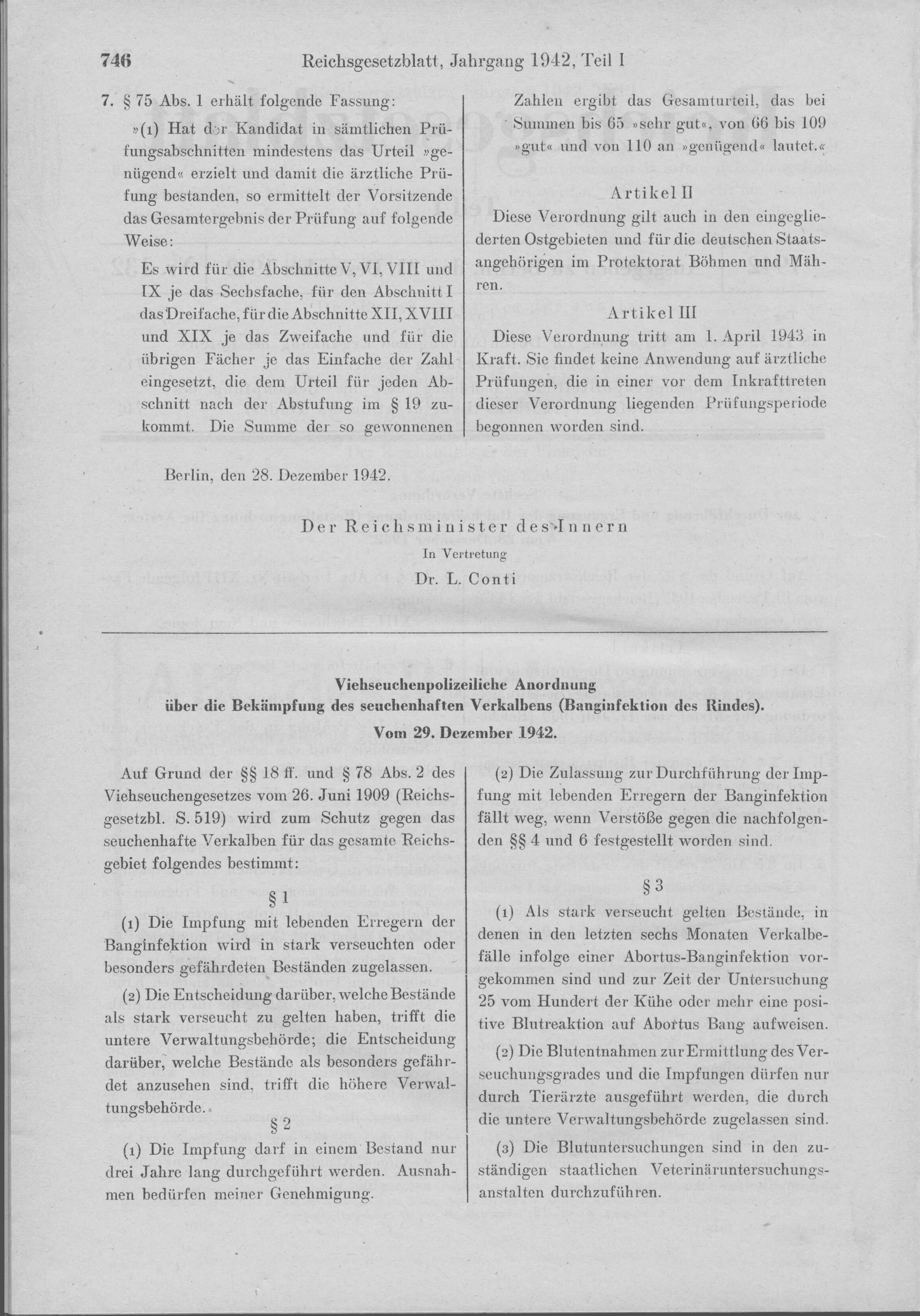
Viehseuchenpolizeiliche Anordnung über die Bekämpfung des seuchenhaften Verkalbens (Banginfektion des Rindes) vom 29. Dezember 1942 (Deutsches Reich)

Das Mittelmeerfieber (lateinisch febris melitensis, genannt auch Maltafieber und Wellenfieber, lateinisch febris undulans) war möglicherweise schon zur Zeit von Hippokrates bekannt.
Aus der Milz eines an undulierendem Fieber gestorbenen Soldaten konnte der englische Militärarzt David Bruce den Erreger des Maltafiebers Brucella melitensis 1887 isolieren. Das Bakterium wurde nach ihm als Entdecker benannt. Beim Menschen wurde die Bangsche Krankheit, deren Erreger der dänische Tierarzt Bang 1896 entdeckt hatte, und ihr ätiologischer Zusammenhang mit dem „seuchenhaften Verkalben“ der Rinder erstmals 1925 festgestellt.